# Sous les bombes
Pour plus de détails, voir Fiche technique et Distribution.
Sous les bombes est un film franco-libanais sorti en 2008 réalisé par Philippe Aractingi et sorti en salle en France le 14 mai 2008. Le film a également été diffusé sur Arte le 19 avril 2008.

## Synopsis
Zeina a envoyé son fils Karim chez sa sœur dans un petit village du Sud Liban lorsque quelques jours plus tard, en juillet 2006, la guerre éclate durant 33 jours entre Israël et le Hezbollah. Revenue à Beyrouth le jour du cessez-le-feu par la Turquie et la Syrie, elle y rencontre Tony, le seul chauffeur de taxi qui accepte de la mener dans le Sud, encore partiellement occupé par les troupes de Tsahal. S'ensuit une errance dans la région pour tenter de retrouver Karim. Des liens qui se nouent alors entre Tony, le sud-libanais chrétien dont le frère a coopéré avec Israël, et Zeina, la chiite émancipée.

## Fiche technique
- Titre : Sous les bombes
- Réalisation : Philippe Aractingi
- Scénario : Philippe Aractingi et Michel Léviant
- Photographie : Nidal Abdel Khalek
- Montage : Dina Charara
- Musique : René Aubry et Lazare Boghossian
- Production : Hervé Chabalier, François Cohen-Séat, Paul Raphael, Philippe Aractingi
- Sociétés de production : CAPA cinéma, Starfield Productions, Art'Mell, Fantascope Productions, Arte, Rhamsa Productions
- Pays :  France /  Liban
- Langue : arabe, anglais et français
- Durée : 98 minutes
- Dates de sortie : 2008

## Distribution
- Nada Abou Farhat : Zeina
- Georges Khabbaz : Tony
- Rawya El Chab :
- Georges Chahine : l'ami de Tony
- Bshara Atallah : la journaliste
- Hadi Medhi : Tarek
- Mounifeh Salameh : la tante de Tony
- Ali Maerouf Amer : Ali, l'enfant ami de Karim

## Production
Pour son film, Philippe Aractingi de nationalité franco-libanaise, décide de le tourner en urgence dès les premiers jours du conflit israélo-libanais débuté le 12 juillet 2006. Il fait appel à ses acteurs le 15 juillet et commence le tournage le 22. Celui-ci doit s'interrompre le lendemain en raison des risques et Philippe Aractingi est rapatrié en France. À Paris dans les jours qui suivent, il rencontre Hervé Chabalier qui accepte de produire le film avec Arte. Le tournage reprend dès le cessez-le-feu le 17 août, avec l'arrivée de l'équipe par bateau militaire au milieu des forces de la FINUL. L'équipe filme alors dans le pays ravagé par 33 jours de bombardement, et tel un témoignage, incorpore les opérations de la force d'interposition dans ses plans. Après un nouveau retour à Paris, Philippe Aractingi restructure son film autour des scènes déjà filmées et, avec le scénariste Michel Léviant, finit de l'écrire pour réaliser les scènes manquantes et organiser l'histoire.

## Distinctions
- Festival du film de Venise 2007 : prix des Droits de l'homme (EEIUC Human Rights Film Award) et prix Arca cinéma Giovanni,
- Festival du film d'Antalya 2007NETPAC Award et prix de la critique
- Festival international du film francophone de Namur 2007 : prix du jury junior
- Festival international du film de Dubaï 2007 : Meilleur film (Golden Pony award) et Meilleure actrice
- Festival du film de Sundance 2008 : nommé au Grand Prix